# Saint-Hilaire-de-Villefranche (Saint-Hilaire-de-Villefranche)
Saint-Hilaire-de-Villefranche ist eine Ortschaft und eine ehemalige französische Gemeinde mit 1.277 Einwohnern (Stand: 1. Januar 2022) im Département Charente-Maritime in der Region Nouvelle-Aquitaine (vor 2016: Poitou-Charentes). Sie gehörte zum Arrondissement Saint-Jean-d’Angély und zum Kanton Chaniers.
Mit Wirkung vom 1. Januar 2019 wurden die ehemaligen Gemeinden Saint-Hilaire-de-Villefranche und La Frédière zur namensgleichen Commune nouvelle Saint-Hilaire-de-Villefranche zusammengeschlossen und haben in der neuen Gemeinde der Status einer Commune déléguée. Der Verwaltungssitz befindet sich im Ort Saint-Hilaire-de-Villefranche.

## Lage
Der Ort liegt am Fluss Bramerit. Nachbarorte sind Grandjean im Nordwesten, Mazeray im Norden, Asnières-la-Giraud im Nordosten, Nantillé im Osten, Écoyeux im Südosten, Le Douhet im Süden, Juicq und Annepont im Südwesten und La Frédière im Westen.

## Bevölkerungsentwicklung
| Jahr      | 1962 | 1968 | 1975 | 1982 | 1990 | 1999 | 2008 | 2015 |
| --------- | ---- | ---- | ---- | ---- | ---- | ---- | ---- | ---- |
| Einwohner | 868  | 881  | 803  | 970  | 1009 | 1042 | 1165 | 1226 |

## Sehenswürdigkeiten
- Kapelle Saint-Martin im Ortsteil Sarçay
- Kirche Saint-Hilaire

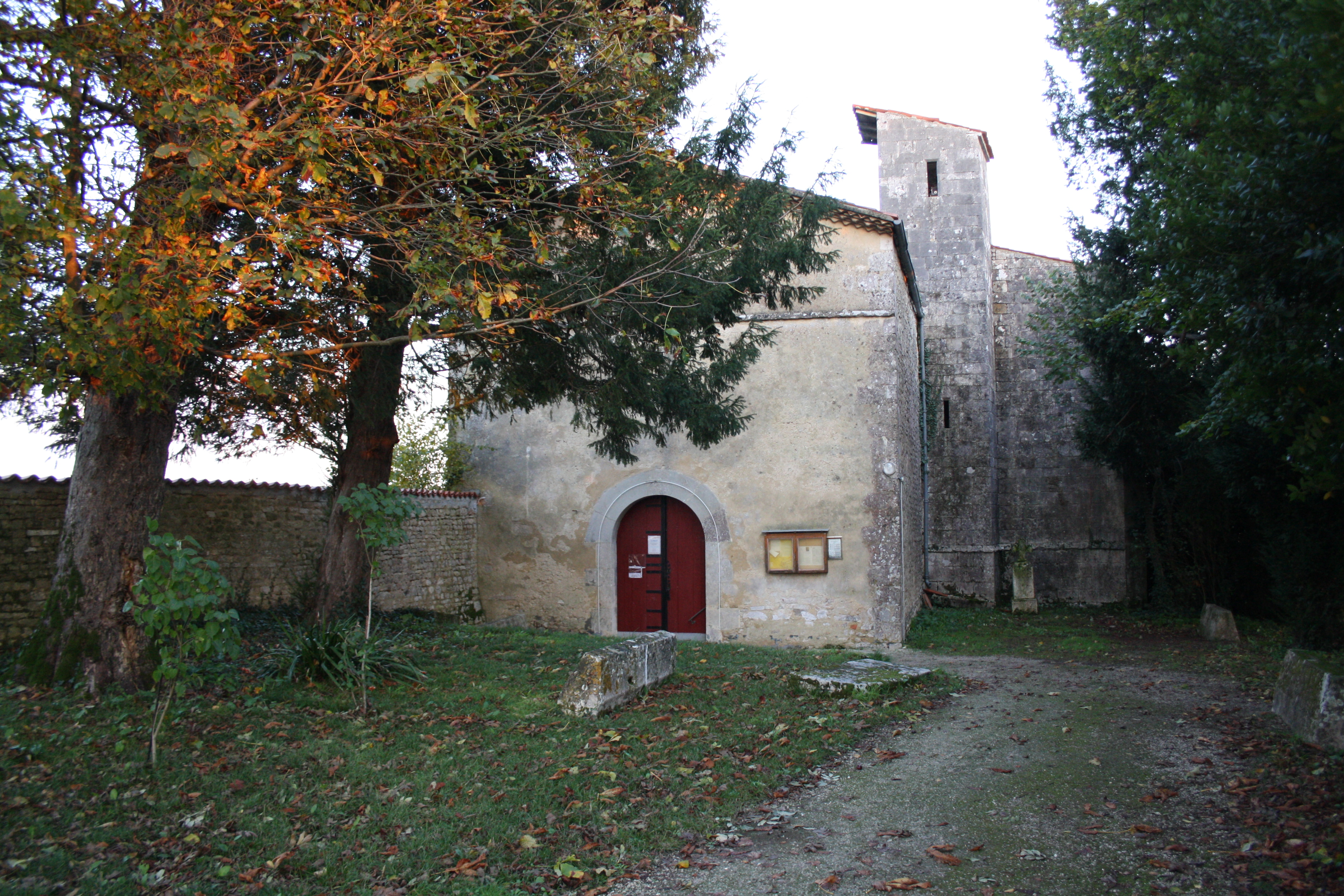
Kapelle Saint-Martin
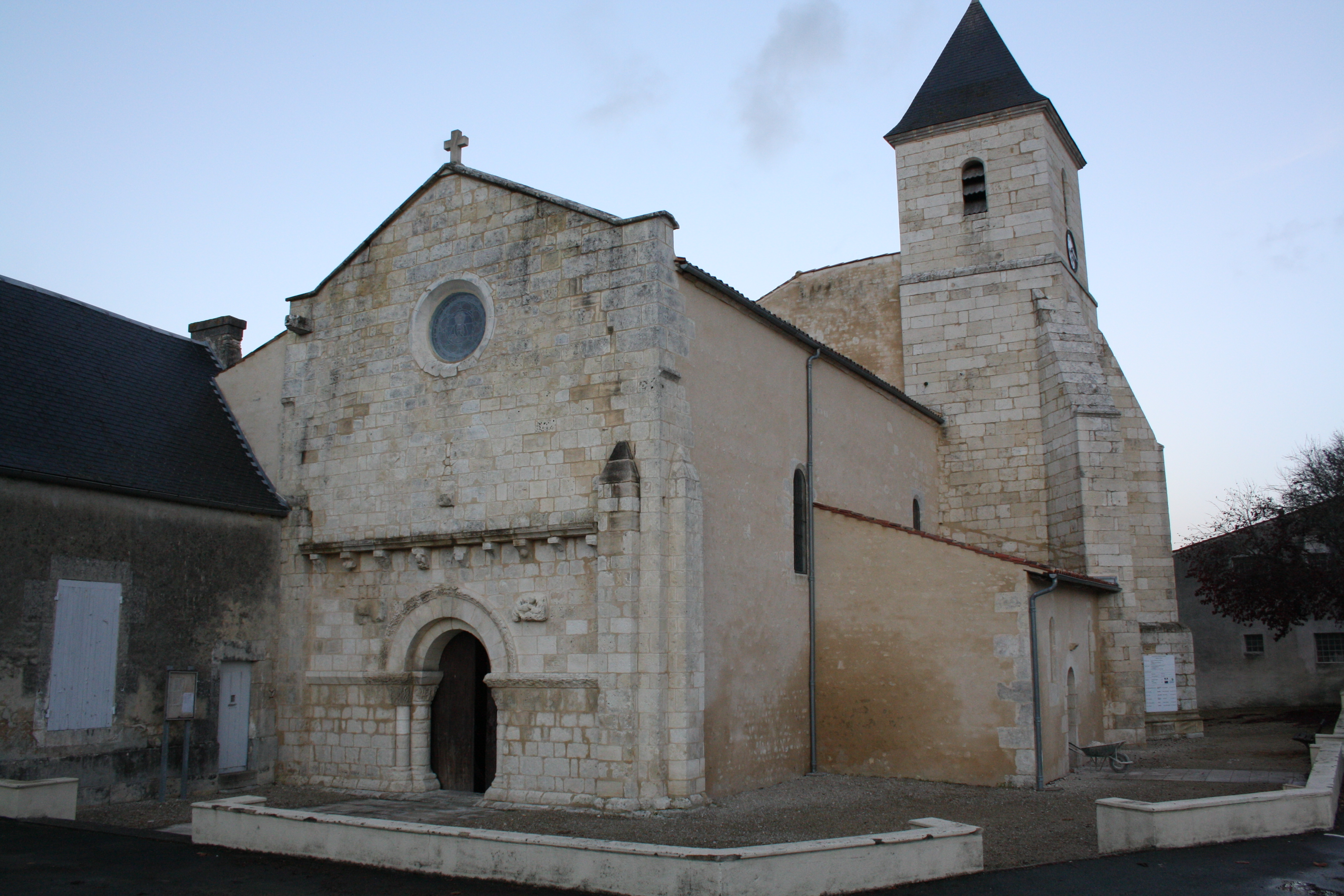
Kirche Saint-Hilaire
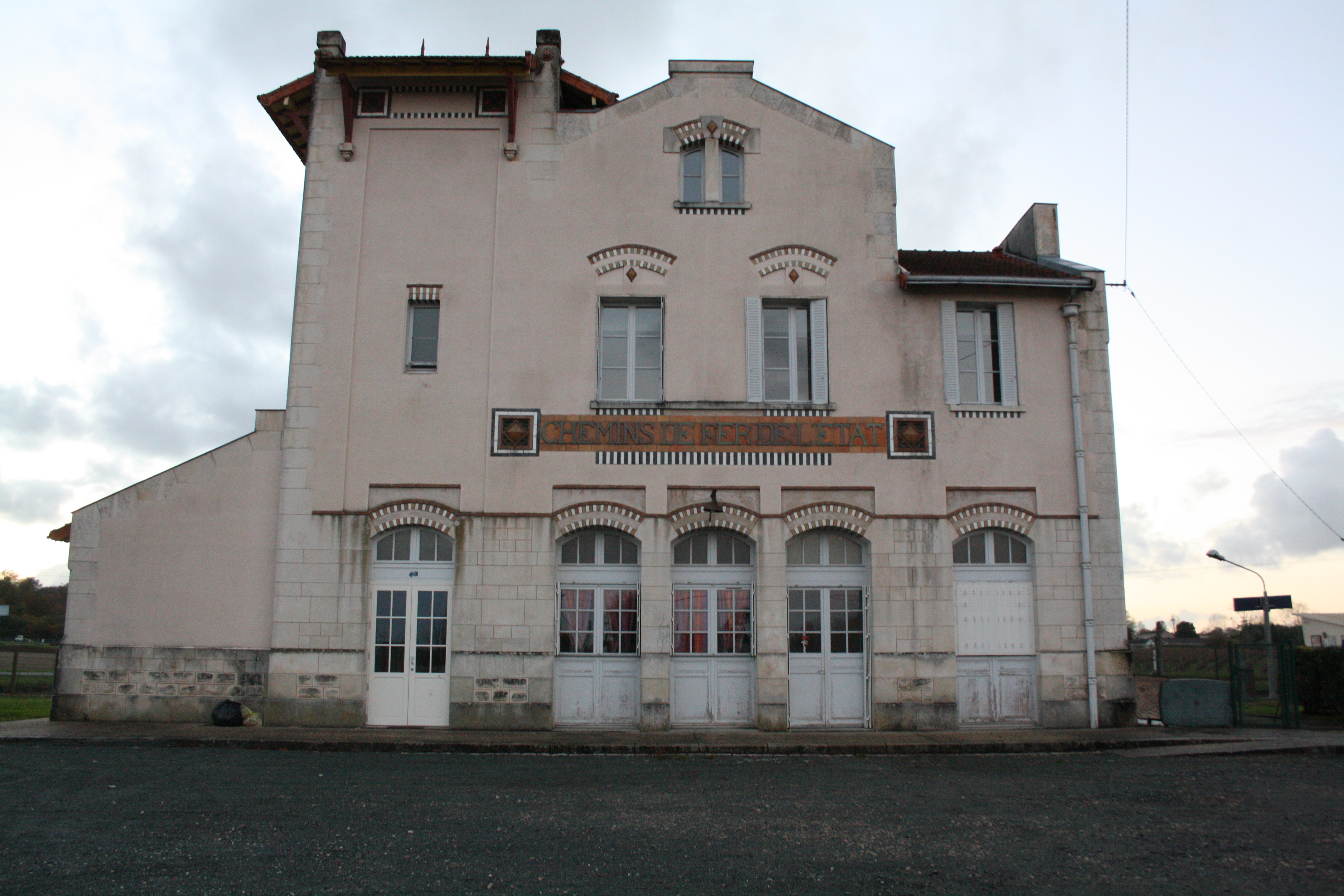
Ehemaliger Bahnhof